# Gibier de potence (Feydeau)
Pour les articles homonymes, voir Gibier de potence.
Gibier de potence est une comédie-bouffe en un acte de Georges Feydeau représentée pour la première fois à Paris le 1er juin 1883 au Cercle des Arts intimes.

## Résumé
L'herboriste Plumard a épousé Pépita, une chanteuse de café-concert. Il vient de s'apercevoir qu'elle le trompait avec son ami Taupinier. Adresse-t-il au commissaire de police une lettre anonyme lui signalant qu'il trouvera dans son appartement à dix-sept heures - moment où Taupinier a l'habitude de venir chez lui - un dangereux malfaiteur[pas clair].
Sur ces entrefaites se présente un certain Lemercier, en réalité Aristide Grognard, professeur de rhétorique à Quimper qui, sous un prétexte futile, désire entrer en relation avec Pépita qu'il a eu l'occasion d'admirer sur la scène. Gêné par la présence de son mari, il se retire.
Taupinier apporte le journal à sa maîtresse. On vient d'identifier l'auteur d'un abominable crime commis à Suresnes : c'est un certain Lemercier. Justement, voici le visiteur de retour. Il avait oublié son parapluie. Pépita et Taupinier se persuadent qu'il s'agit de l'assassin. La chanteuse court prévenir le commissaire. Taupinier reste seul avec Lemercier et, peu rassuré, lui fait croire qu'il est lui-même un malfaiteur endurci. Effrayé, son interlocuteur se vante à son tour d'avoir commis les pires forfaits.